# Precerámico andino
El Precerámico es el período de la Andes Centrales región andina central acotado Arqueología arqueológicamente desde la ocupación humana inicial a fines del Pleistoceno y la adopción de la cerámica por parte de las sociedades andinas hacia el II milenio a. C., conformando un extenso rango de más de 10 000 años. 
Según las teorías vigentes sobre el poblamiento de América, las primeras poblaciones humanas llegaron de Asia a través del estrecho de Bering y paulatinamente fue ocupando todo el territorio americano.  De Norteamérica migraron a Sudamérica a través del Istmo de Panamá, ocupando las punas (mesetas altoandinas) y los valles templados marítimos. A partir del VIII milenio a. C., se produjo la adopción y desarrollo progresivos de la agricultura y la ganadería de auquénidos, surgiendo de esta manera las primeras aldeas estables y luego los primeros centros ceremoniales andinos. 
A fines de este período se inventa una forma de quipu rudimentario con el surgimiento del arte textil y se origina el Estado con los primeros centros ceremoniales.

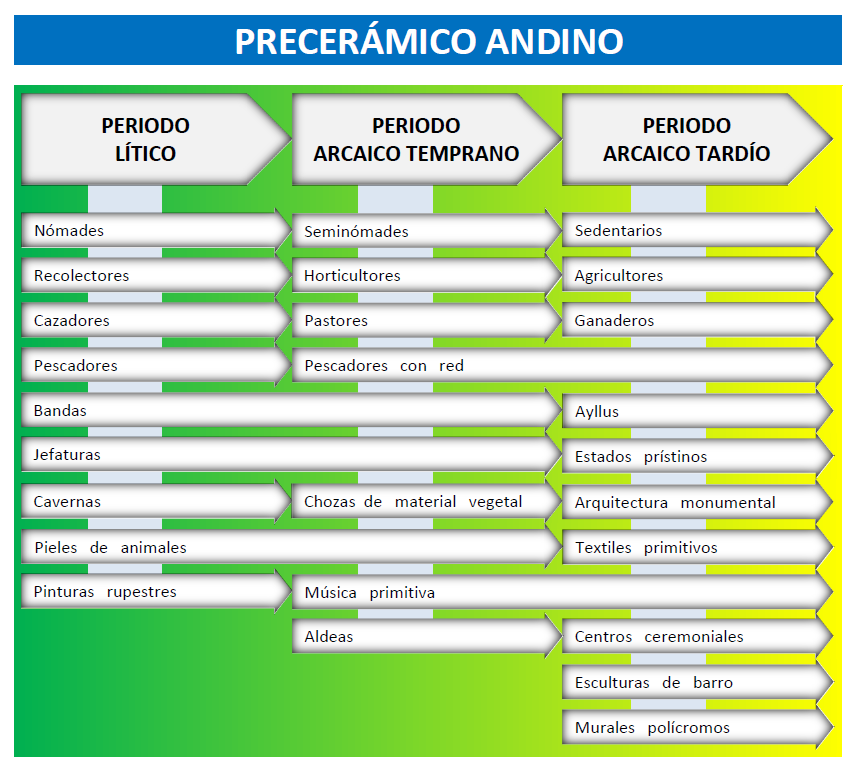
Principales aspectos desarrollados en el Precerámico de los Andes Centrales.

## Precerámico Temprano
Los primeros humanos que llegaron a Sudamérica se conocen como paleo indios. Este período es generalmente conocido como la etapa Lítica. En este periodo el hombre es cazador, recolector nómade se agrupa en bandas y hordas, se refugia en las cavernas, cuevas y ramadas, se viste con hojas y pieles de animales, la pintura rupestre es una actividad que desarrolla frecuentemente, destaca de este período el hombre de Paiján, 8000 a. C. (Claude Chauchat), en el valle de Chicama (La Libertad).
En invierno iban a la puna para cazar camélidos.
Los antiguos cazadores desarrollaron una industria o tecnología lítica que consistía en la
producción de herramientas de piedra para la cacería y el procesamiento de la piel, los huesos y
la carne de los animales cazados. Con este fin, tallaron chancadores, punzones, raspadores y
bifaces, cada uno con una función específica.

## Precerámico Medio
Después de un largo período de nomadismo, el hombre va adaptándose a su medio y logra descubrir la horticultura (agricultura incipiente), dando inicio de esta manera al período Arcaico. Las primeras manifestaciones de la horticultura se halla en el departamento de Cajamarca con el hombre de Nanchoc, 7000 a. C. además se inicia la domesticación de animales, la construcción de aldeas, chozas de pajas y arbustos.  El valle de Zaña, en el norte del Perú, contiene los canales más antiguos conocidos de Sudamérica. Estos eran pequeños canales precerámicos revestidos de piedra que extraían agua de los arroyos en la región de las montañas de los Andes. Estos canales pueden haber sido construidos tan pronto como hace 6.700 años.

## Precerámico Tardío
En este proceso los primitivos pobladores se van haciendo sedentarios desarrollando la agricultura, la ganadería, la construcción de los primeros edificios de piedra y barro posteriormente la arquitectura monumental y compleja, también se descubre el tejido y aparece los primeros centros ceremoniales. Destacan de la fase tardía de esta etapa (Arcaico Tardío) Caral, 2900 a. C., en el valle de Supe (Lima), donde se origina el estado y se inventa el quipu, Bandurria también en Lima y Kotosh (fase Kotosh Mito) en el valle del río Higueras (Huánuco).
Se han realizado muchos trabajos arqueológicos en Perú en relación con las culturas precerámicas. Si bien la civilización Norte Chico ahora se ha estudiado ampliamente, también hay muchos otros sitios.

### Civilización norte chico
Este antiguo período se estudia más extensamente en relación con la arqueología del Perú. En particular, la civilización Norte Chico es muy importante. El logro más impresionante de esta civilización fue su arquitectura monumental, incluidos grandes montículos de plataformas de terraplén y plazas circulares hundidas. Además, estos pueblos precerámicos estaban construyendo proyectos masivos de riego y gestión del agua.
La evidencia arqueológica sugiere un uso muy temprano de los textiles, y en particular el uso de algodón. Además, estudios recientes (2013) indican que el maíz jugó un papel importante en esta civilización a partir del año 3000 a. C, contrariamente a las creencias anteriores. Además, se cultivaron frijoles y batata. 
Los sitios Norte Chico son notables por su excepcional densidad colectiva, así como por su tamaño individual. Haas argumenta que la densidad de sitios en un área tan pequeña es globalmente única para una civilización naciente. Durante el tercer milenio aC, Norte Chico puede haber sido la zona más densamente poblada del mundo (excepto, posiblemente, el norte de China). Los valles de los ríos Supe, Pativilca, Fortaleza y Huaura tienen varios sitios relacionados.

#### Caral
Caral es un importante centro de esta civilización. La ciudad fue habitada entre 2600 y 2000 BCE, encerrando un área de más de 60 hectáreas. 
Caral fue documentado y analizado por primera vez por la Dra. Ruth Shady Solís y otros arqueólogos peruanos a fines de la década de 1990. Un documento de 2001 en Science, que proporciona un estudio de la investigación de Caral y un artículo de 2004 en Nature, que describe el trabajo de campo y la datación por radiocarbono en un área más amplia, [6] reveló la importancia total de Norte Chico y generó un gran interés. 
Como resultado, Norte Chico ha retrasado el horizonte de las sociedades complejas en la región peruana en más de mil años.

#### Huaricanga
Se cree que Huaricanga, también en la región Norte Chico, es la ciudad más antigua de esta civilización, y por lo tanto, habría sido la ciudad más antigua de América. Existió alrededor del 3500 aC ". [8]
Además de la falta de cerámica, un rasgo notable de esta civilización es la aparente ausencia de cualquier simbolismo artístico o religioso. O al menos no han sido identificados hasta ahora.
Sin embargo, hay evidencia de la adoración de ciertas deidades, como el dios del personal, una figura que mira con capucha y colmillos. El Dios del Personal es una deidad importante de las culturas andinas posteriores, y se ha sugerido que su uso temprano señala el culto de los símbolos comunes de los dioses durante un largo período de tiempo. Una vista de caral
Se supone que el gobierno sofisticado ha sido requerido para administrar el antiguo Norte Chico. Aún quedan preguntas sobre su organización, en particular la influencia de los recursos alimentarios en la política.
Algunos estudiosos sugirieron que Norte Chico se fundó en los recursos marinos y marinos, en lugar de en el desarrollo de un cereal agrícola y excedentes de cultivos, como se ha considerado esencial para el surgimiento de otras civilizaciones antiguas. Sin embargo, ahora estas opiniones se están revisando debido a la fuerte evidencia del consumo de maíz.

### Ríos Casma y Sechín
Varios de los principales sitios arqueológicos precerámicos se encuentran en los valles del río Casma y su afluente, el río Sechin. El más grande entre ellos es Sechin Alto; los otros grandes montículos son Sechin Bajo, Mojeque, Cerro Sechin, Las Haldas y varios otros. Las fechas para estos sitios comienzan en c. 3600 a. C.

### Tradición Religiosa Kotosh
La Tradición Religiosa Kotosh es un término usado por los arqueólogos para referirse a los edificios rituales que se construyeron en los desagües de las montañas de los Andes entre alrededor del año 3000 y c.1800 a. C., durante la precerámica andina. 
Los arqueólogos han identificado y excavado varios de estos centros rituales; El primero de estos descubrimientos fue que en Kotosh, aunque desde entonces se han encontrado más ejemplos en Shillacoto, Wairajirca, Huaricoto, La Galgada y Piruru. Estos sitios están ubicados en zonas de tierras altas que son más bajas que la Puna y, sin embargo, hay distancias considerables que los separan. A pesar de esto, todos estos casos de arquitectura pública precerámica de las tierras altas son notablemente similares. Este también contaba con muchas construcciones monumentales .

### Otras tradiciones culturales
El Paraíso, Perú, es un centro temprano muy grande en el valle Ancón-Chillón, que puede estar relacionado de alguna manera con la tradición Norte Chico. Es aproximadamente del mismo período de tiempo que el anterior. Es solo uno de los seis principales sitios precerámicos en el valle de Ancón-Chillón, incluido Ancón.
En la costa norte de Perú, se destacaron sitios como Huaca Prieta, donde se encontró el primer uso registrado de tinte índigo hasta la fecha y Huaca Ventarrón, sus murales pintados son los más antiguos descubiertos en América.